# Kévin Pfeffer
Kévin Pfeffer, (9 de Julho de 1990) é um político francês.

## Biografia
Kévin Pfeffer nasceu em 9 de Julho de 1990.
É o candidato da Frente Nacional no 7º círculo eleitoral de Mosela, o de Saint-Avold.
Conselheiro Regional, é candidato nas eleições municipais de Stiring-Wendel.